# 3 000 mètres steeple masculin aux Jeux olympiques d'été de 2024
Pour des articles plus généraux, voir Athlétisme aux Jeux olympiques d'été de 2024 et Steeple aux Jeux olympiques.
Navigation
Tokyo 2020 Los Angeles 2028
L'épreuve du 3 000 mètres steeple masculin aux Jeux olympiques de 2024 se déroule les 5 et 7 août 2024 au Stade de France, au nord de Paris, en France.

## Records
Avant cette compétition, les records dans cette discipline étaient les suivants : 
| Record du monde  | Saif Saaeed Shaheen (QAT) | 7 min 53 s 63 | Bruxelles      | 3 septembre 2004 |
| Record olympique | Conseslus Kipruto (KEN)   | 8 min 3 s 28  | Rio de Janeiro | 17 août 2016     |

## Programme
| Date            | Horaire | Manche       |
| --------------- | ------- | ------------ |
| Lundi 5 août    | 18 h 30 | Premier tour |
| Mercredi 7 août | 18 h 30 | Finale       |

## Médaillés
| Or                        | Argent              | Bronze                |
| Soufiane el-Bakkali (MAR) | Kenneth Rooks (USA) | Abraham Kibiwot (KEN) |

## Résultats

### Premier tour
Les 5 premiers de chaque série sont qualifiés pour la finale.
| Rang | Athlète             | Pays       | Temps   | Notes |
| ---- | ------------------- | ---------- | ------- | ----- |
| 1    | Soufiane el-Bakkali | Maroc      | 8:17:90 | Q     |
| 2    | Leonard Chemutai    | Ouganda    | 8:18:19 | Q     |
| 3    | Getnet Wale         | Éthiopie   | 8:18:25 | Q     |
| 4    | Daniel Arce         | Espagne    | 8:18:31 | Q     |
| 5    | Ahmed Jaziri        | Tunisie    | 8:18:33 | SB Q  |
| 6    | Amos Serem          | Kenya      | 8:18:41 | qR    |
| 7    | Karl Bebendorf      | Allemagne  | 8:20:46 |       |
| 8    | Nicolas-Marie Daru  | France     | 8:20:52 |       |
| 9    | Ruben Querinjean    | Luxembourg | 8:27:97 |       |
| 10   | James Corrigan      | États-Unis | 8:36:67 |       |
| 11   | Yassin Bouih        | Italie     | 8:40:34 |       |
| 12   | Bilal Tabti         | Algérie    | 9:04:81 |       |

| Rang | Athlète           | Pays       | Temps   | Notes |
| ---- | ----------------- | ---------- | ------- | ----- |
| 1    | Mohamed Tindouft  | Maroc      | 8:10:62 | PB Q  |
| 2    | Samuel Firewu     | Éthiopie   | 8:11:61 | Q     |
| 3    | Abraham Kibiwot   | Kenya      | 8:12:02 | Q     |
| 4    | Ryūji Miura       | Japon      | 8:12:41 | Q     |
| 5    | Avinash Sable     | Inde       | 8:15:43 | Q     |
| 6    | Matthew Wilkinson | États-Unis | 8:16:82 |       |
| 7    | Nahuel Carabaña   | Andorre    | 8:19:44 |       |
| 8    | Osama Zoghlami    | Italie     | 8:20:52 |       |
| 9    | Alexis Miellet    | France     | 8:22:08 |       |
| 10   | Velten Schneider  | Allemagne  | 8:25:75 |       |
| 11   | Matthew Clarke    | Australie  | 8:49:87 |       |
| 12   | Tomáš Habarta     | Tchéquie   | DNF     |       |

| Rang | Athlète               | Pays             | Temps          | Notes |
| ---- | --------------------- | ---------------- | -------------- | ----- |
| 1    | Lamecha Girma         | Éthiopie         | 8:23:89        | Q     |
| 2    | Kenneth Rooks         | États-Unis       | 8:24:95 (.941) | Q     |
| 3    | Simon Koech           | Kenya            | 8:24:95 (.942) | Q     |
| 4    | Mohamed Amin Jhinaoui | Tunisie          | 8:25:24        | Q     |
| 5    | Jean-Simon Desgagnés  | Canada           | 8:25:28        | Q     |
| 6    | Frederik Ruppert      | Allemagne        | 8:25:31        |       |
| 7    | Geordie Beamish       | Nouvelle-Zélande | 8:25:86        |       |
| 8    | Ryōma Aoki            | Japon            | 8:29:03        |       |
| 9    | Louis Gilavert        | France           | 8:29:16        |       |
| 10   | Ben Buckingham        | Australie        | 8:32:12        |       |
| 11   | Topi Raitanen         | Finlande         | 8:33:12        |       |
| 12   | Faid El Mostafa       | Maroc            | 8:39:48        |       |

### Finale
| Rang                                | Athlète               | Pays       | Temps   | Notes |
| ----------------------------------- | --------------------- | ---------- | ------- | ----- |
| Médaille d'or, Jeux olympiques      | Soufiane el-Bakkali   | Maroc      | 8:06:05 | SB    |
| Médaille d'argent, Jeux olympiques  | Kenneth Rooks         | États-Unis | 8:06:41 | PB    |
| Médaille de bronze, Jeux olympiques | Abraham Kibiwot       | Kenya      | 8:06:47 | SB    |
| 4                                   | Mohamed Amin Jhinaoui | Tunisie    | 8:07:73 | NR    |
| 5                                   | Ahmed Jaziri          | Tunisie    | 8:08:02 | PB    |
| 6                                   | Samuel Firewu         | Éthiopie   | 8:08:87 |       |
| 7                                   | Simon Koech           | Kenya      | 8:09:26 | SB    |
| 8                                   | Ryūji Miura           | Japon      | 8:11:72 |       |
| 9                                   | Getnet Wale           | Éthiopie   | 8:12:33 |       |
| 10                                  | Daniel Arce           | Espagne    | 8:13:80 |       |
| 11                                  | Avinash Sable         | Inde       | 8:14:18 |       |
| 12                                  | Mohamed Tindouft      | Maroc      | 8:14:82 |       |
| 13                                  | Jean-Simon Desgagnés  | Canada     | 8:19:31 |       |
| 14                                  | Amos Serem            | Kenya      | 8:19:74 |       |
| 15                                  | Leonard Chemutai      | Ouganda    | 8:20:03 |       |
|                                     | Lamecha Girma         | Éthiopie   | DNF     |       |

## Légende
Records et Performances
- AR : Record continental (area record)
- CR : Record des championnats (championship record)
- MR : Record du meeting (meet record)
- NR : Record national (national record)
- OR : Record olympique (olympic record)
- PR : Record paralympique (paralympic record)
- PB : Record personnel (personal best)
- SB : Meilleure performance personnelle de la saison (season's best)
- WL : Meilleure performance mondiale de l'année (world leader)
- WJR : Record du monde junior (world junior record)
- WR : Record du monde (world record)

Circonstances et Conditions
- DNF : N'a pas terminé (did not finish)
- DNS : N'a pas pris le départ (did not start)
- DQ : Disqualification (disqualification)
- NM : Aucun essai valable enregistré (No Mark)
- Q : Qualifié « directement » au prochain tour (ou à la prochaine compétition), lors d'une compétition majeure, grâce au classement ou à la réalisation des minima (automatic qualifier)
- q : Qualifié au prochain tour (ou à la prochaine compétition), lors d'une compétition majeure, grâce au repêchage ou à la réalisation de l'une des meilleures performances parmi celles des « non qualifiés directement » (grâce au meilleur temps ou à la meilleure distance par exemple) (secondary qualifier)